# Хорватський національний театр (Загреб)
Хорватський національний театр у Загребі (хорв. Hrvatsko narodno kazalište u Zagrebu; відомою є також абревіатура HNK Zagreb) — національний театр у столиці Хорватії місті Загребі, найстаріша і головна оперна й театральна сцена, значний культурний осередок країни.
Театром володіє і управляє Міністерство культури Хорватії.

## Історія
Театр розвинувся з першого міського театру у Загребі, побудованого в 1836 році, що містився у теперішній «Старій ратуші».
Як Хорватський національний театр він був уперше запроваджений у 1860 році, а вже наступного (1861) року заклад дістав державну підтримку, що поставило його в один ряд з багатьма іншими європейськими національними театрами.
У 1870 році у театрі з'явилась власна постійна оперна трупа.
1895 року Хорватський Національний театр переїхав у нове спеціально збудоване приміщення на площі Маршала Тіто у середмісті Загреба, де базується до сьогодні. Австро-угорський імператор Франц Йосиф I був на церемонії відкриття нової будівлі. Сама будівля була проектом знаменитих віденських архітекторів Фердинанда Фельнер і Германа Гельмера, архітектурне бюро яких звело цілу низку театрів у Центральній і Східній Європі, зокрема і в Україні. Святкування 100-річчя будівлі Хорватського Національного театру було з розмахом проведено 14 жовтня 1995 року.
У 1905 році біля входу в театр відомий хорватський художник і скульптор Іван Мештрович зробив знаменитий фонтан «Джерело Життя».
У Хорватському Національному театрі у Загребі працювало чимало найкращих провідних національних митців. Так, першим диригентом театру був Іван Зайц, оперним диригентом театру 35 років (1923—58) був Яков Готовац; у театрі почали свій творчий злет хорватський режисер Бранко Ґавелла та хорватська прима-балерина Mia Чорак-Славенська.
На сцені і у стінах загребського Національного театру також працювали й перебували багато міжнародних «зірок» опери, балету, театру і кіно, серед яких: Ференц Ліст, Сара Бернар, Франц Легар, Ріхард Штраус, Жерар Філіп, Вів'єн Лі, Лоуренс Олів'є, Жан-Луї Барро, Пітер Брук, Маріо дель Монако, Хосе Каррерас.

## Виноски
1. ↑  Керівництво (театру) [Архівовано 2011-09-07 у Wayback Machine.] на Хорватський Національний театр у Загребі (хор.)